# ایر کلاس لینئاس آئرئاس
ایر کلاس لینئاس آئرئاس (به انگلیسی: Air Class Líneas Aéreas) یک شرکت هواپیمایی با کد یاتا VZ است که در ۱۹۹۶ میلادی تأسیس شده و در ۱۹۹۷ فعالیتش را آغاز کرده‌است. دفتر مرکزی ایر کلاس لینئاس آئرئاس در مونته‌ویدئو، اروگوئه واقع شده‌است و قطب این شرکت هواپیمایی در فرودگاه بین‌المللی کراسکو قرار دارد. کد یاتا (IATA code) این شرکت VZ است.